# SILAM
Pour les articles homonymes, voir SILAM (LRM).
Le SILAM est le centre d’écoutes téléphoniques de l'Etat gabonais installé dans l’enceinte de la présidence créé en 1980. Dirigé par le Colonel Marion jusqu'à sa mort en 1999, le SILAM a été dirigé  par le colonel Boisseau jusqu'en 2008 avant d'être  remplacé la même année par Jean Charles Solon Français d'origine Malgache.   